# Comapa
Comapa – niewielka miejscowość w południowo-wschodniej Gwatemali, w departamencie Jutiapa, około 40 km na południe od stolicy departamentu, miasta Jutiapa, oraz około 10 km od granicy z Salwadorem. Miasto leży w szerokiej dolinie w górach Sierra Madre de Chiapas, na wysokości 1228 m n.p.m. Według danych szacunkowych w 2012 roku liczba ludności miasta wyniosła 1609 mieszkańców.  

## Gmina Comapa
Jest siedzibą władz gminy o tej samej nazwie, która w 2012 roku liczyła 27 669 mieszkańców.  Gmina jak na warunki Gwatemali jest mała, a jej powierzchnia obejmuje tylko 132 km².  